# Avec le temps (téléfilm)
Pour les articles homonymes, voir Avec le temps.
Pour plus de détails, voir Fiche technique et Distribution.
Avec le temps est un téléfilm belgo-français réalisé par Marian Handwerker, diffusé le 8 septembre 2006 en Belgique et le 19 décembre 2009 sur France 2.

## Fiche technique
- Titre  original : Avec le temps
- Réalisateur : Marian Handwerker
- Création des décors : Frédéric Delrue
- Direction artistique : Frédéric Delrue
- Pays d'origine  : France/Belgique
- Durée : 120 minutes
- Date de diffusion : 
  - 8 septembre 2006 en Belgique
  - 19 décembre 2009 sur France 2

## Distribution
- Vincent Pérez : Philippe Julliart
- Lizzie Brocheré : Julie Fransen
- Sophie Broustal : Anne Julliart
- Christian Crahay : Maurice Lombart
- Laure Killing : Virginie Lombart
- Éric Godon : Olivier Lutman
- David Quertigniez : Alain de Bièvre
- Julien Uyttendaele : David Julliart